# 안도 타다오 (영화)
《안도 타다오》는 일본 건축가 안도 다다오의 삶을 담은 미즈노 시게노리 감독의 2016년도 작품이다.

## 줄거리
전문적인 건축교육을 받지 못했지만, 타고난 예술성과 도전정신의 안도 타다오는 우연히 서점에서 설계도면을 본 후, 건축가의 꿈을 안고 유럽으로 향한다.  현장에서 익힌 건축지식을 기반으로 콘크리트를 연구하고 자신 만의 건축 미학으로 위대한 건축물들을 설계하기 시작한다.

## 출연진
- 안도 타다오 본인

## 제작진
- 감독: 미즈노 시게노리

## 영화 정보
- 《안도 타다오》는 2016년 제17회 전주국제영화제 시네마페스트 부문에서 《사무라이 건축가 안도 타다오》[1]라는 제목으로 상영되었고, 이어 2017년 제9회  서울국제건축영화제에서 《안도 타다오》로  상영되었다.
- 《안도 타다오》는 2019년 4월 25일 목요일 개봉되었다. 43개 스크린에서 55회 상영되어 개봉 첫날 2357명의 관객이 들었다. 첫 주말인 28일까지 7850명의 관객을 동원했다.[2]

## 등장하는 건축물
- 록코 집합주택 (1978-1983)
- 물의 교회 (1988)
- 빛의 교회 (1987-1989)
- 베테통 커뮤니케이션 연구센터 파브리카 (1987-1989)
- 사야마이케 박물관 (1994-2001)
- 지중미술관 (1999-2004)
- 상해 폴리 그랜드 시어터 (2009-2014)